# یانوش بویایی
یانوش بویایی (به مجاری: János Bolyai) (زاده ۱۵ دسامبر ۱۸۰۲ – درگذشته ۲۷ ژانویه ۱۸۶۰) ریاضی‌دان مجار و از بنیان‌گذاران هندسهٔ نااقلیدسی بود.

## زندگی
بویایی در ۱۵ دسامبر ۱۸۰۲ در شهر کولوژوار، ترانسیلوانی، مجارستان (اکنون رومانی) به دنیا آمد. پدر او فارکاش بویایی ریاضی‌دان و دوست دوران دانشجویی گاوس در دانشگاه گوتینگن بود. او در مدرسهٔ مهندسی امپراتوری در وین تحصیل کرد.
وی در ۲۷ ژانویه ۱۸۶۰ در شهر ماروش واشارهِی، مجارستان (اکنون رومانی) درگذشت.

## آثار و مطالعات
بویایی بدون اطلاع از کار لباچفسکی، دو سال بعد از آن که وی مقالهٔ دوران‌ساز خود را در زمینهٔ هندسهٔ نااقلیدسی به زبان روسی منتشر کرد، در ضمیمهٔ ۲۶ صفحه‌ای کتاب تنتامن که توسط پدرش فارکاش بویایی نوشته شده بود مطالبی دربارهٔ هندسهٔ نااقلیدسی نوشت و پدرش برای دوست قدیمی‌اش گاوس نسخه‌ای از کتاب را فرستاد اما گاوس در پاسخ نوشت قبلاً خودش از سال‌ها پیش روی این موضوع کار می‌کرده‌است. هرچند پاسخ گاوس نسبت به کار بویایی ستایش‌گرانه بود اما او که تندخو بود و یازده بار دوئل کرده بود و پیروز شده بود از این که گاوس ادعا کرده بود قبل از او به این نتایج رسیده‌است آنقدر ناراحت شد که دیگر هرگز در این زمینه کار نکرد و حتی پژوهش‌هایش را هم منتشر نکرد.
به هر حال نام یانوش بویایی به عنوان یکی از بنیان‌گذاران شاخه‌ای از هندسهٔ نااقلیدسی که هندسهٔ هذلولوی یا هندسه هندسهٔ لباچفسکی نامیده می‌شود در تاریخ ثبت شده‌است.
او دربارهٔ هندسه‌ای که بدون اصل توازی و صرفاً بر اساس چهار اصل اول اقلیدس اثبات می‌شوند نیز مطالعه کرد و آن را «هندسهٔ مطلق» نام نهاد اما این نام معنای گم‌راه کننده‌ای داشت؛ به همین دلیل، امروزه ترجیح می‌دهند به این هندسه، هندسه نتاری بگویند.

## توضیحات
1. ↑  نام وی به صورت یانوش بولیای و یوهان بویویی هم ثبت شده‌است.